# Seleção Tailandesa de Voleibol Feminino
A seleção tailandesa de voleibol feminino é uma equipe asiática composta pelas melhores jogadoras de voleibol da Tailândia. A equipe é mantida pela Associação de Voleibol da Tailândia (em língua tailandesa, สมาคมวอลเลย์บอลแห่งประเทศไทย). Encontra-se na 16ª posição do ranking mundial da FIVB segundo dados de 7 de agosto de 2017.

## Resultados obtidos nas principais competições

### Campeonato Mundial
| Ano  | Sede     | Classificação |
| ---- | -------- | ------------- |
| 1998 | Japão    | 15º           |
| 2002 | Alemanha | 20º           |
| 2010 | Japão    | 13º           |
| 2014 | Itália   | 17º           |

### Campeonato Asiático
| Ano  | Sede          | Classificação |
| ---- | ------------- | ------------- |
| 1987 | China         | 5º            |
| 1989 | Hong Kong     | 6º            |
| 1991 | Tailândia     | 7º            |
| 1993 | China         | 7º            |
| 1995 | Tailândia     | 5º            |
| 1997 | Filipinas     | 5º            |
| 1999 | Hong Kong     | 4º            |
| 2001 | Tailândia     | 3º            |
| 2003 | Vietnã        | 4º            |
| 2005 | China         | 6º            |
| 2007 | Tailândia     | 3º            |
| 2009 | Vietnã        | 1º            |
| 2011 | Taipé Chinesa | 4º            |
| 2013 | Tailândia     | 1º            |
| 2015 | China         | 3º            |
| 2017 | Filipinas     | 2º            |

### Grand Prix
| Ano  | Sede            | Classificação |
| ---- | --------------- | ------------- |
| 2002 | Hong Kong       | 7º            |
| 2003 | Andria          | 6º            |
| 2004 | Reggio Calabria | 11º           |
| 2005 | Sendai          | 9º            |
| 2006 | Reggio Calabria | 9º            |
| 2008 | Yokohama        | 11º           |
| 2009 | Tóquio          | 8º            |
| 2010 | Ningbo          | 10º           |
| 2011 | Macau           | 6º            |
| 2012 | Ningbo          | 4º            |
| 2013 | Sapporo         | 13º           |
| 2014 | Tóquio          | 14º           |
| 2015 | Omaha           | 9º            |
| 2016 | Bancoque        | 6º            |
| 2017 | Nanquim         | 10º           |

### Liga das Nações
| Ano  | Sede      | Colocação |
| ---- | --------- | --------- |
| 2018 | Nanquim   | 15º       |
| 2019 | Nanquim   | 12º       |
| 2021 | Rimini    | 16º       |
| 2022 | Ancara    | 8º        |
| 2023 | Arlington | 14º       |
| 2024 | Bancoque  | 13º       |
| 2025 | Łódź      | 17º       |

### Copa do Mundo
| Ano  | Sede  | Classificação |
| ---- | ----- | ------------- |
| 2007 | Japão | 10º           |

### Copa dos Campeões
| Ano  | Sede  | Classificação |
| ---- | ----- | ------------- |
| 2009 | Japão | 6º            |
| 2013 | Japão | 5º            |

## Elenco atual
Convocadas para a disputa do Grand Prix de Voleibol de 2017:
| No. | Nome                  | Data de nascimento      | Altura              | Peso           | Ataque              | Bloqueio            | Clube 2016–17        |
| --- | --------------------- | ----------------------- | ------------------- | -------------- | ------------------- | ------------------- | -------------------- |
| 1   | Wipawee Srithong      | 28 de janeiro de 1999   | 1,74 m (5 ft 9 in)  | 65 kg (140 lb) | 288 cm (9 ft 5 in)  | 266 cm (8 ft 9 in)  | Supreme Chonburi     |
| 2   | Piyanut Pannoy        | 10 de novembro de 1989  | 1,71 m (5 ft 7 in)  | 62 kg (140 lb) | 280 cm (9 ft 2 in)  | 275 cm (9 ft 0 in)  | Supreme Chonburi     |
| 3   | Pornpun Guedpard      | 5 de maio de 1993       | 1,70 m (5 ft 7 in)  | 63 kg (140 lb) | 288 cm (9 ft 5 in)  | 279 cm (9 ft 2 in)  | Bangkok Glass        |
| 4   | Thatdao Nuekjang      | 3 de fevereiro de 1994  | 1,84 m (6 ft 0 in)  | 72 kg (160 lb) | 308 cm (10 ft 1 in) | 296 cm (9 ft 9 in)  | Khonkaen Star        |
| 5   | Pleumjit Thinkaow (c) | 9 de novembro de 1983   | 1,80 m (5 ft 11 in) | 67 kg (150 lb) | 303 cm (9 ft 11 in) | 283 cm (9 ft 3 in)  | Bangkok Glass        |
| 6   | Onuma Sittirak        | 13 de junho de 1986     | 1,75 m (5 ft 9 in)  | 72 kg (160 lb) | 304 cm (10 ft 0 in) | 285 cm (9 ft 4 in)  | JT Marvelous         |
| 7   | Hattaya Bamrungsuk    | 12 de agosto de 1993    | 1,80 m (5 ft 11 in) | 71 kg (160 lb) | 292 cm (9 ft 7 in)  | 282 cm (9 ft 3 in)  | Nakhon Ratchasima    |
| 8   | Yupa Sanitklang       | 14 de agosto de 1991    | 1,66 m (5 ft 5 in)  | 55 kg (120 lb) | 275 cm (9 ft 0 in)  | 260 cm (8 ft 6 in)  | Nakhon Ratchasima    |
| 9   | Jarasporn Bundasak    | 1 de março de 1993      | 1,81 m (5 ft 11 in) | 65 kg (140 lb) | 291 cm (9 ft 7 in)  | 283 cm (9 ft 3 in)  | Bangkok Glass        |
| 10  | Wilavan Apinyapong    | 6 de junho de 1984      | 1,74 m (5 ft 9 in)  | 70 kg (150 lb) | 294 cm (9 ft 8 in)  | 282 cm (9 ft 3 in)  | Supreme Chonburi     |
| 11  | Soraya Phomla         | 6 de agosto de 1992     | 1,69 m (5 ft 7 in)  | 60 kg (130 lb) | 280 cm (9 ft 2 in)  | 270 cm (8 ft 10 in) | Supreme Chonburi     |
| 12  | Tapaphaipun Chaisri   | 29 de novembro de 1989  | 1,68 m (5 ft 6 in)  | 70 kg (150 lb) | 295 cm (9 ft 8 in)  | 276 cm (9 ft 1 in)  | Thai-Denmark Nongrua |
| 13  | Nootsara Tomkom       | 7 de julho de 1985      | 1,69 m (5 ft 7 in)  | 57 kg (130 lb) | 289 cm (9 ft 6 in)  | 278 cm (9 ft 1 in)  | Fenerbahçe           |
| 14  | Chitaporn Kamlangmak  | 17 de março de 1996     | 1,84 m (6 ft 0 in)  | 74 kg (160 lb) | 290 cm (9 ft 6 in)  | 282 cm (9 ft 3 in)  | Khonkaen Star        |
| 15  | Malika Kanthong       | 8 de janeiro de 1987    | 1,78 m (5 ft 10 in) | 65 kg (140 lb) | 292 cm (9 ft 7 in)  | 278 cm (9 ft 1 in)  | Azerrail Baku        |
| 16  | Pimpichaya Kokram     | 16 de junho de 1998     | 1,78 m (5 ft 10 in) | 62 kg (140 lb) | 293 cm (9 ft 7 in)  | 283 cm (9 ft 3 in)  | 3BB Nakornnont       |
| 17  | Tichaya Boonlert      | 14 de fevereiro de 1997 | 1,79 m (5 ft 10 in) | 64 kg (140 lb) | 293 cm (9 ft 7 in)  | 284 cm (9 ft 4 in)  | 3BB Nakornnont       |
| 18  | Ajcharaporn Kongyot   | 18 de junho de 1995     | 1,78 m (5 ft 10 in) | 65 kg (140 lb) | 298 cm (9 ft 9 in)  | 287 cm (9 ft 5 in)  | Supreme Chonburi     |
| 19  | Chatchu-on Moksri     | 6 de novembro de 1999   | 1,78 m (5 ft 10 in) | 58 kg (130 lb) | 298 cm (9 ft 9 in)  | 290 cm (9 ft 6 in)  | Nakhon Ratchasima    |
| 20  | Supattra Pairoj       | 27 de junho de 1990     | 1,60 m (5 ft 3 in)  | 58 kg (130 lb) | 275 cm (9 ft 0 in)  | 265 cm (8 ft 8 in)  | Supreme Chonburi     |
| 21  | Hathairat Jarat       | 9 de fevereiro de 1996  | 1,82 m (6 ft 0 in)  | 65 kg (140 lb) | 286 cm (9 ft 5 in)  | 277 cm (9 ft 1 in)  | Thai-Denmark Nongrua |